# Château St. Gerlach

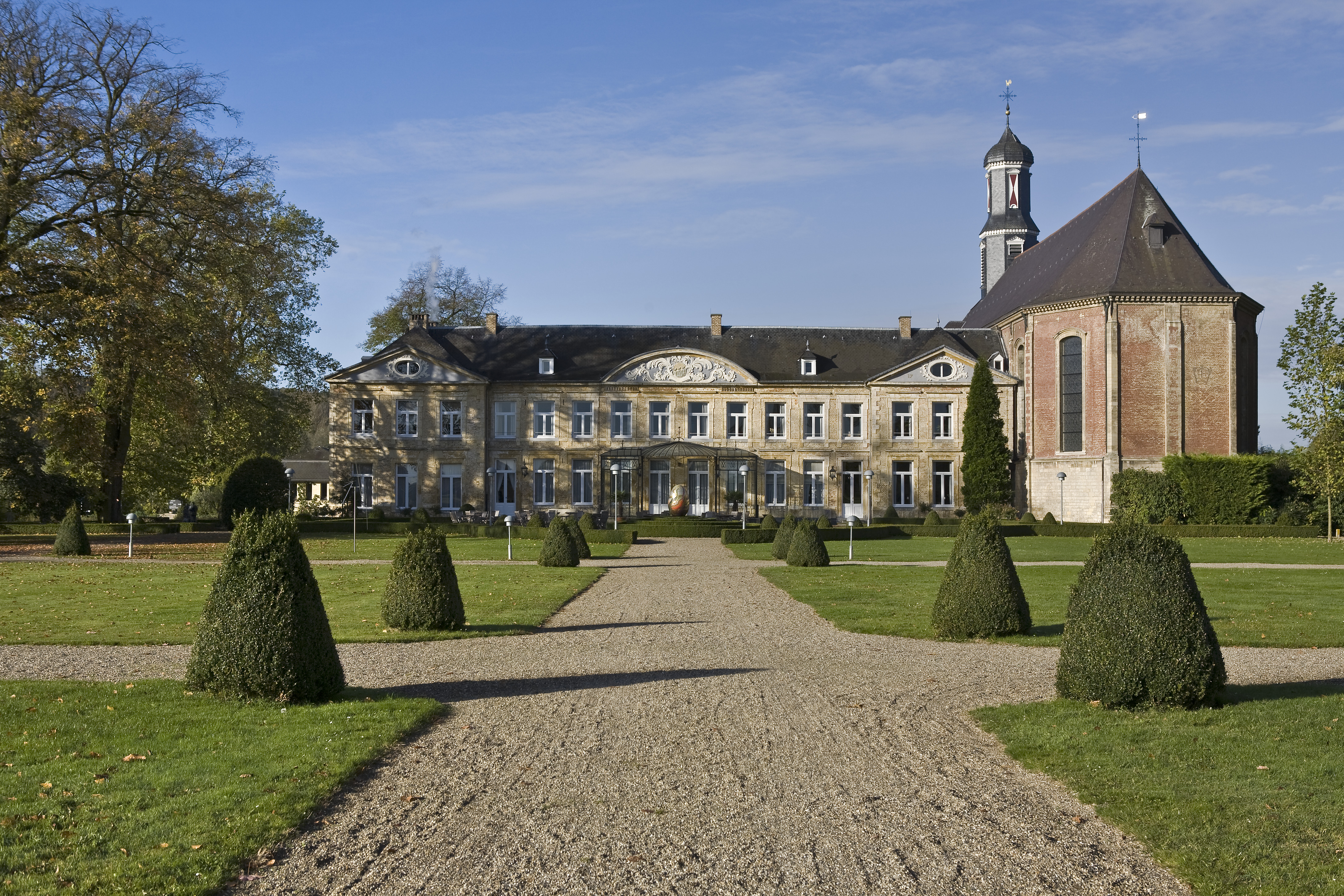
Château St. Gerlach

Château St. Gerlach, voorheen Klooster St. Gerlach of Sint-Gerlachusstift, ligt in het Limburgse kerkdorp Houthem (gemeente Valkenburg aan de Geul) in het Geuldal naast Ingendael. Het is oorspronkelijk in de twaalfde eeuw gebouwd als klooster van norbertijnen en functioneerde vanaf de veertiende eeuw tot de opheffing in 1795 als stift voor adellijke vrouwen. In de negentiende eeuw werd het klooster omgebouwd tot kasteelachtig landhuis. Het omvat een rechthoekig hoofdgebouw, een koetshuis en een kasteelboerderij. Sinds 1997 is in het complex aan de Joseph Corneli Allee een luxueus hotel, restaurant en conferentieoord gevestigd. Het gebouwencomplex, inclusief de Sint-Gerlachuskerk en de omliggende tuinen, omvat meerdere rijksmonumenten en is onderdeel van het Buitengoed Geul & Maas.

## Geschiedenis

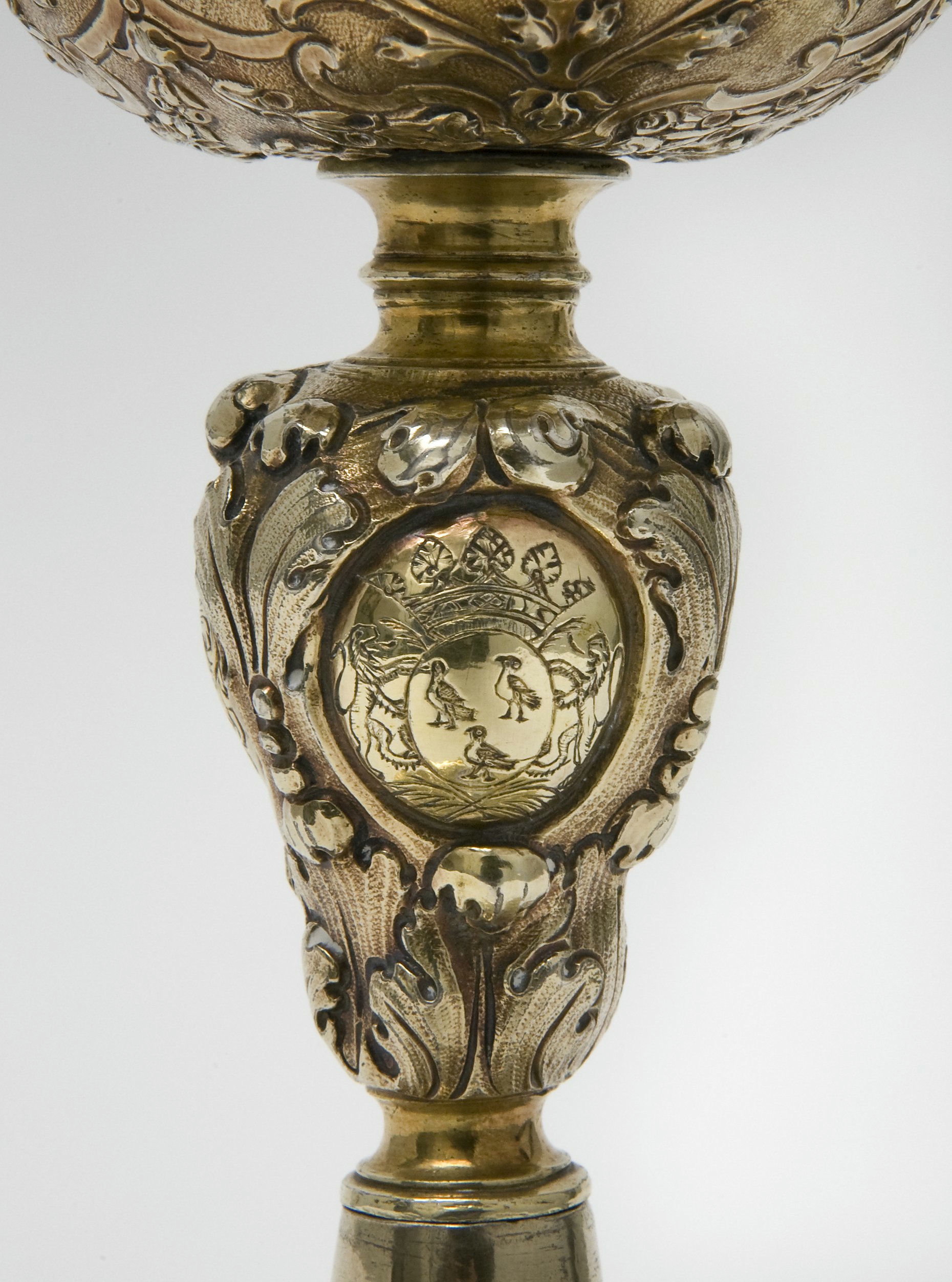
Wapen van priorin Isabella van Raveschot op een Augsburgse kelk (ca. 1730)

De geschiedenis van het kasteel begint in het midden van de twaalfde eeuw met de kluizenaar Gerlachus, die zich terugtrok in het Geuldal om er te bidden en tegelijkertijd regelmatig op bedevaart te gaan naar het graf van Servatius van Maastricht. Toen hij in 1165 stierf, werd zijn graf een bedevaartsplaats voor de plaatselijke bevolking omdat de mensen hem wonderen toedichtten. Nadat Gerlachus heilig was verklaard liet de Valkenburgse heer Gosewijn IV bij het graf een (norbertijnen)klooster en een kloosterkerk bouwen. In de kerk werd een praalgraf ingericht voor Gerlachus. In 1345 werd het klooster tot nonnenklooster omgevormd en veel adellijke families stuurden hun dochters die niet konden of wilden huwen hiernaartoe. Een belangrijke bezoeker uit het verre verleden was Karel de Stoute. Hij kwam er ooit als bedevaartganger om te bidden bij het graf van de heilige kluizenaar. Een bordje met zijn naam herinnert hieraan.
In 1574, tijdens de Tachtigjarige Oorlog, werd het klooster verwoest door de huurtroepen van Lodewijk van Nassau tijdens een veldtocht/strooptocht in de Landen van Overmaas. Als gevolg van het Partagetraktaat van 1661 kwam het klooster onder Spaans-Habsburgse soevereiniteit. Een 18e-eeuwse uitbreiding, waaronder de nog bestaande pachthof, kwam tot stand naar ontwerp van de Akense architect Johann Joseph Couven. Via een ruil kwam het complex in 1786 in Staatse handen, waarna de stiftsdames vertrokken naar het leegstaande kartuizerklooster Bethlehem te Roermond.
Na de Franse inval in 1795 werden alle kloosters in de bezette Nederlanden geconfisqueerd. Notaris Schoenmaeckers, die als zaakwaarnemer van de zusters had opgetreden, kocht daarna het complex. Hij liet het klooster ombouwen tot een fraai buiten, waarna het werd aangeduid als château. De kloosterkerk werd aan de parochie Houthem geschonken en fungeerde als nieuwe parochiekerk. Het kasteel werd achtereenvolgens bewoond door de families Corneli en De Selys de Fanson. Als laatste telg van de familie De Selys de Fanson bewoonde Robert het tot 1979, waarna deze het vermaakte aan het kerkbestuur van de parochie Houthem. Het kasteel en een aantal bijgebouwen raakten hierna ernstig in verval.
In de Tweede Wereldoorlog werd het kasteel eerst door de Duitsers bezet en na de bevrijding door Amerikaanse militairen. Aan de Amerikaanse bezetting herinnert nog een gat in de grote spiegel boven de schouw, ontstaan door een pistoolschot afgevuurd door een van de soldaten.

## Huidig gebruik
In 1994 werd de Limburgse hotelier Camille Oostwegel, zelf geboren in Houthem, eigenaar van het complex, waarmee hij zijn jongensdroom kon waarmaken. Na een omvangrijke renovatie werd het complex op 15 september 1997 door Pieter van Vollenhoven geopend als hotel, restaurant en conferentieoord. Volgens de hotelclassificatie van Five Star Alliance is het een vijfsterrenhotel, een van de weinige buiten de Randstad.
In februari 2002, kort na de introductie van de euro, kwamen hier de (toen) twaalf Europese bankpresidenten bijeen. Als aandenken werden twaalf platanen geplant die nu de Europalaan vormen. Een jaar later werd het Euromonument, gemaakt door de benedictijner frater Leo Disch, onthuld. Een andere beroemde gast was de Amerikaanse president George W. Bush. Hij overnachtte in 2005 samen met zijn vrouw in het hotel tijdens een kort bezoek naar aanleiding van de herdenking van het feit dat 60 jaar eerder een einde kwam aan de Tweede Wereldoorlog. Deze herdenking vond plaats op de Amerikaanse Begraafplaats Margraten in Margraten. In 2014 brachten The Rolling Stones de nacht door in het hotel toen ze optraden op muziekfestival Pinkpop.
In 2016 werd een belangrijke uitbreiding van het hotel gerealiseerd in de 17e-eeuwse kasteelhoeve Broers, die een jaar eerder was verworven. Tevens werd op het terrein van de hoeve een vergaderpaviljoen gebouwd naar ontwerp van Francine Houben.
In juli 2021 werd het hotel, dat vlak bij het riviertje de Geul ligt, getroffen door de overstroming van de Geul. Doordat ook de technische installaties door het hoogwater aangetast waren, was het hotel genoodzaakt enkele maanden te sluiten.

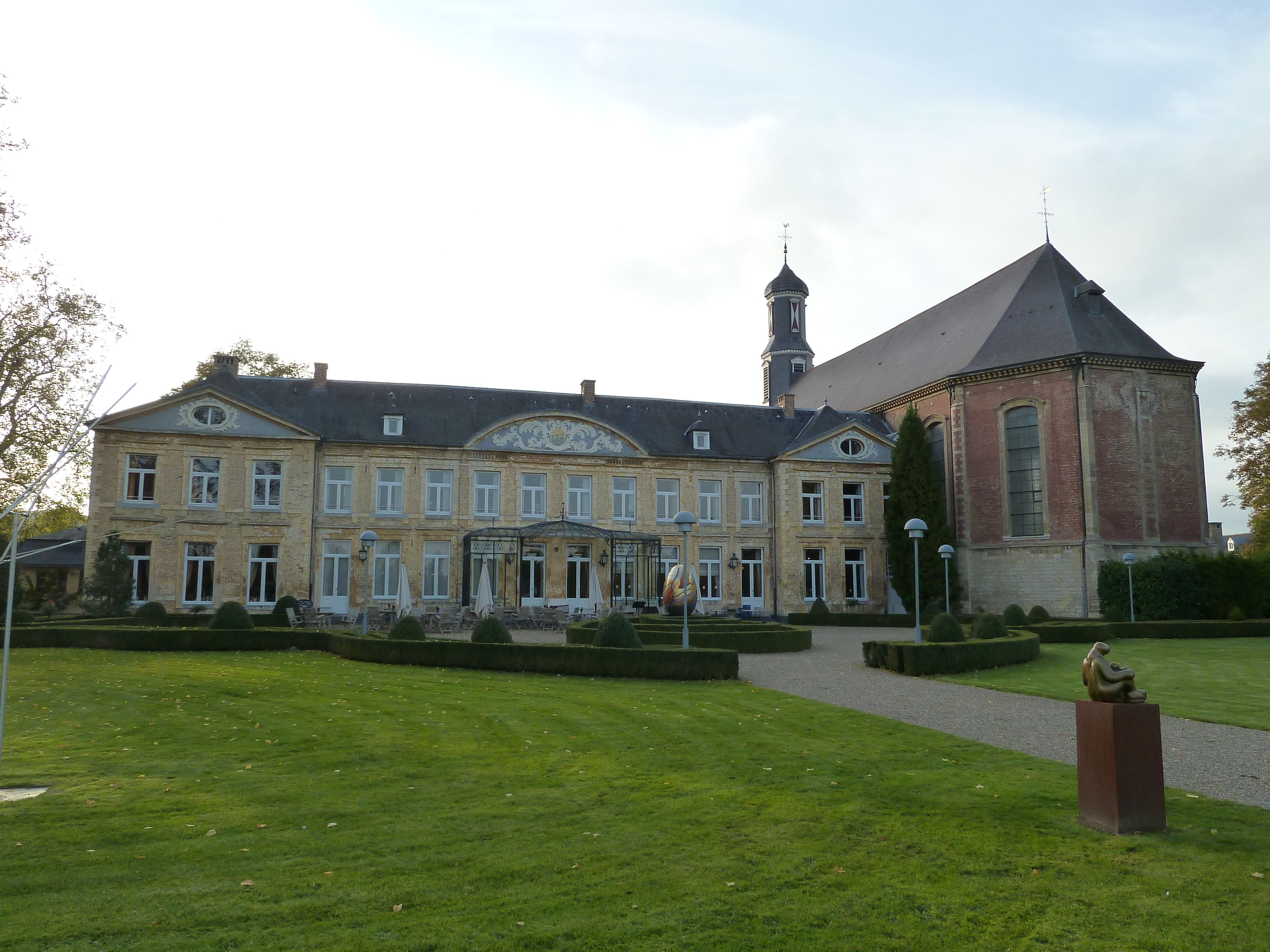
Kasteel en kerk
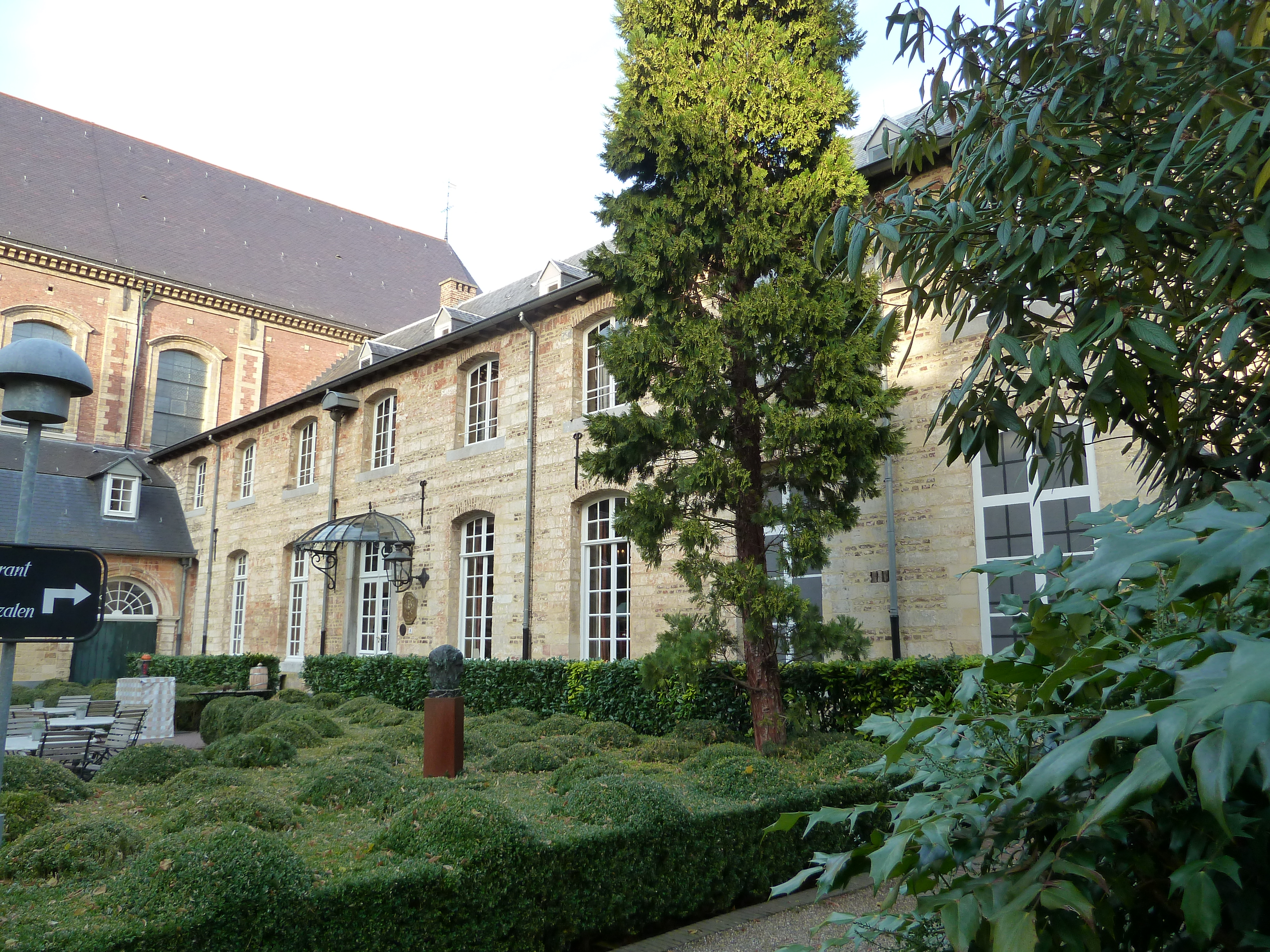
Achterzijde
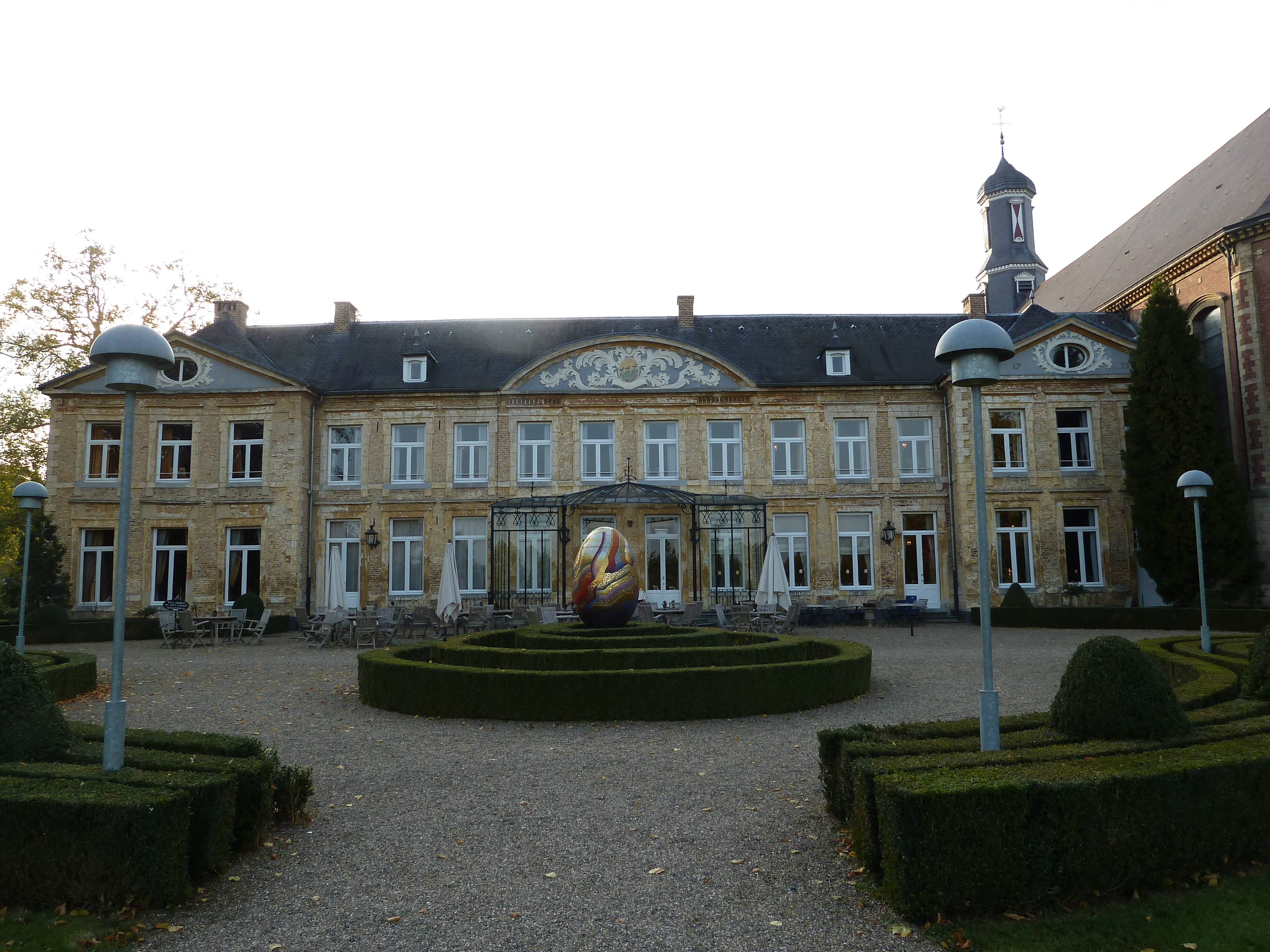
Voorgevel
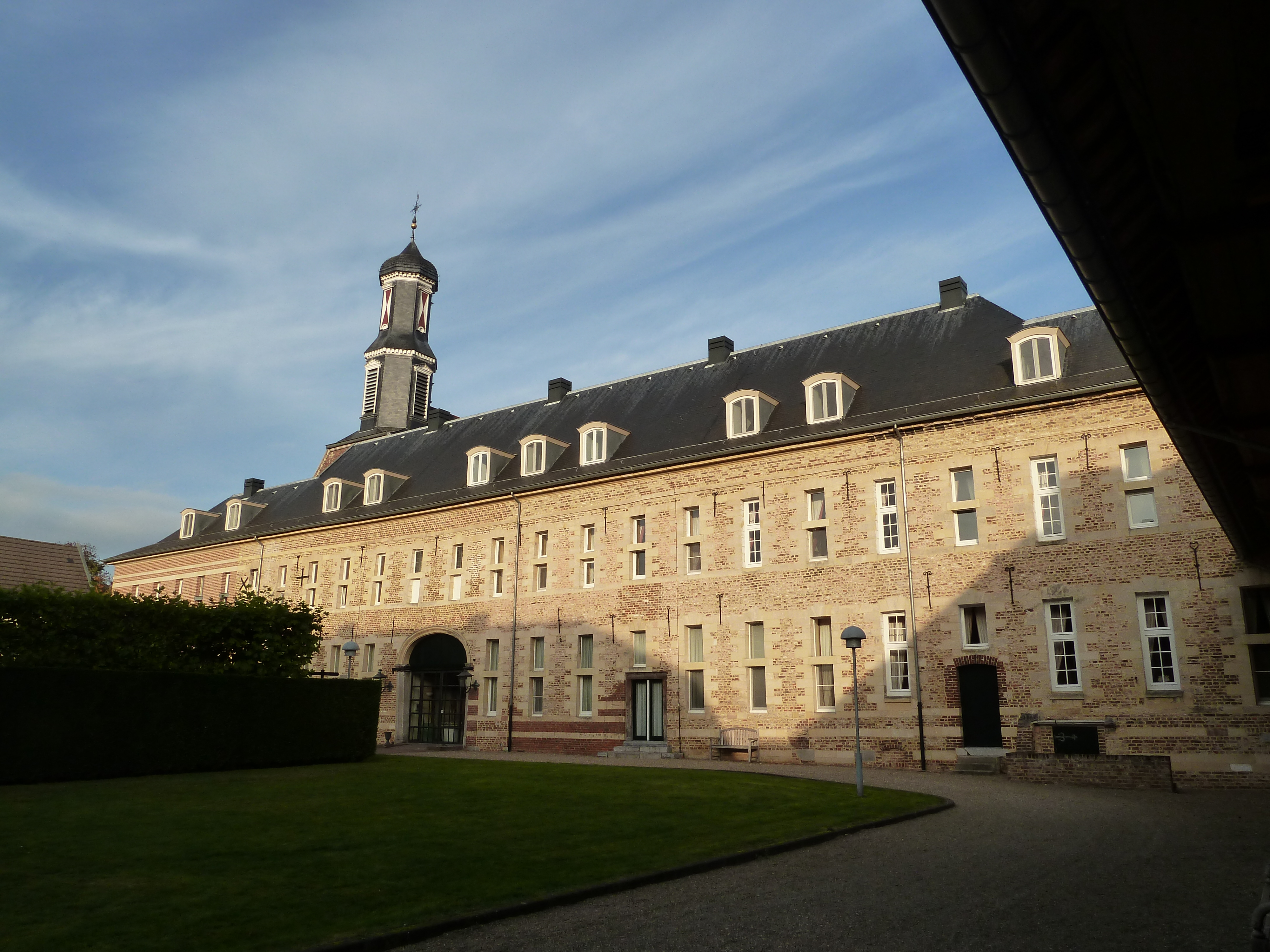
Westvleugel
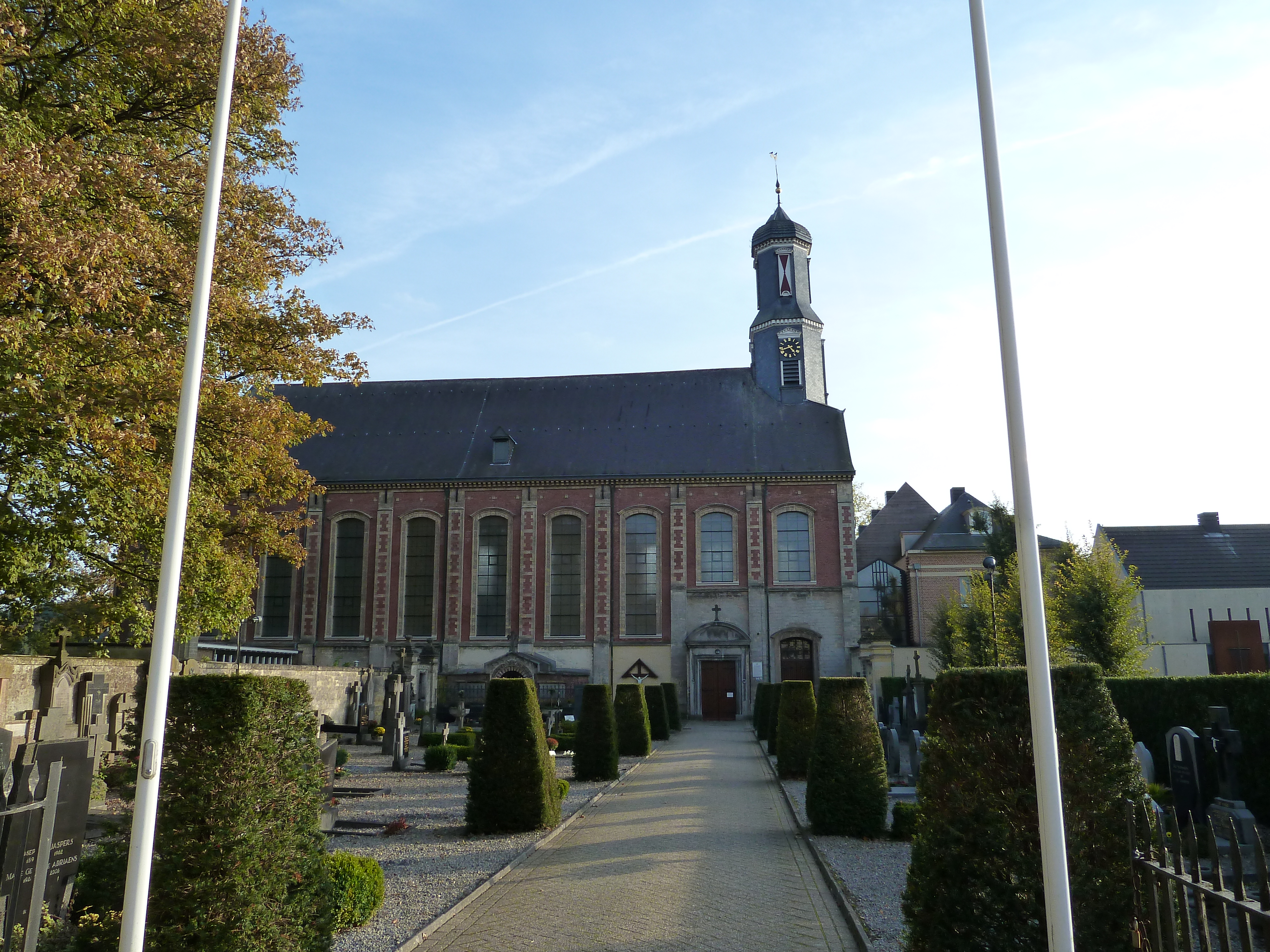
Kloosterkerk
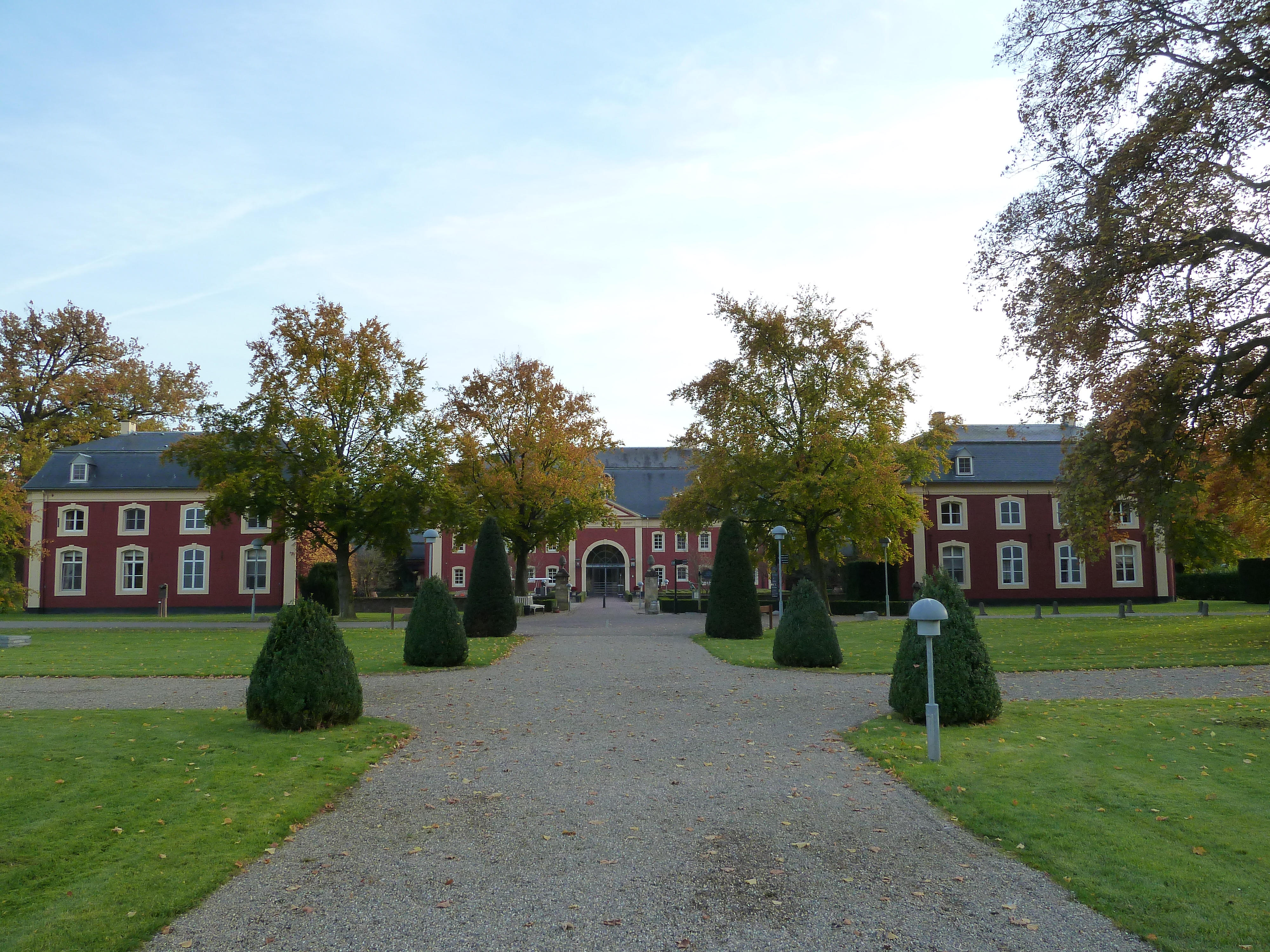
Pachthof
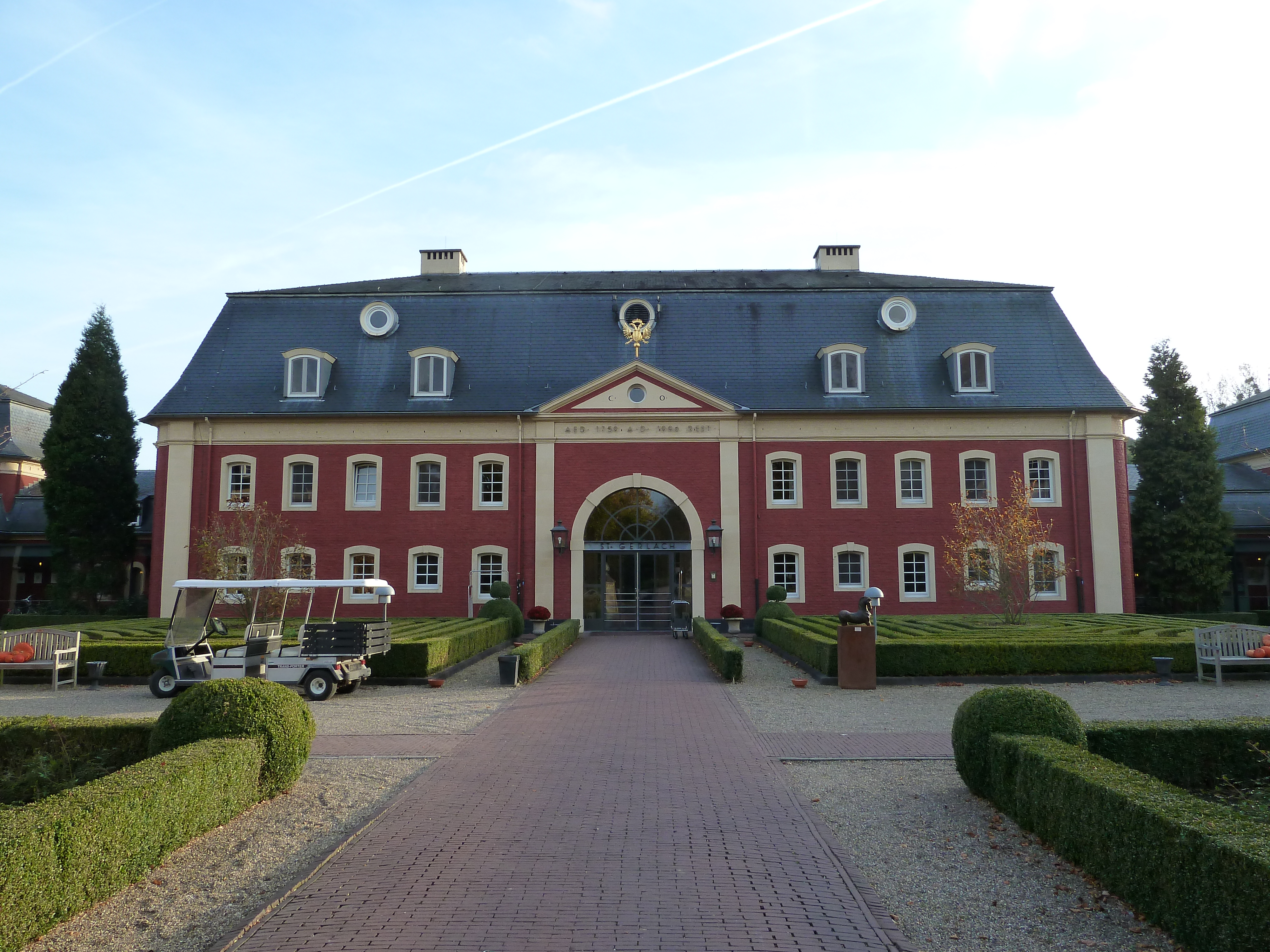
Hoofdgebouw
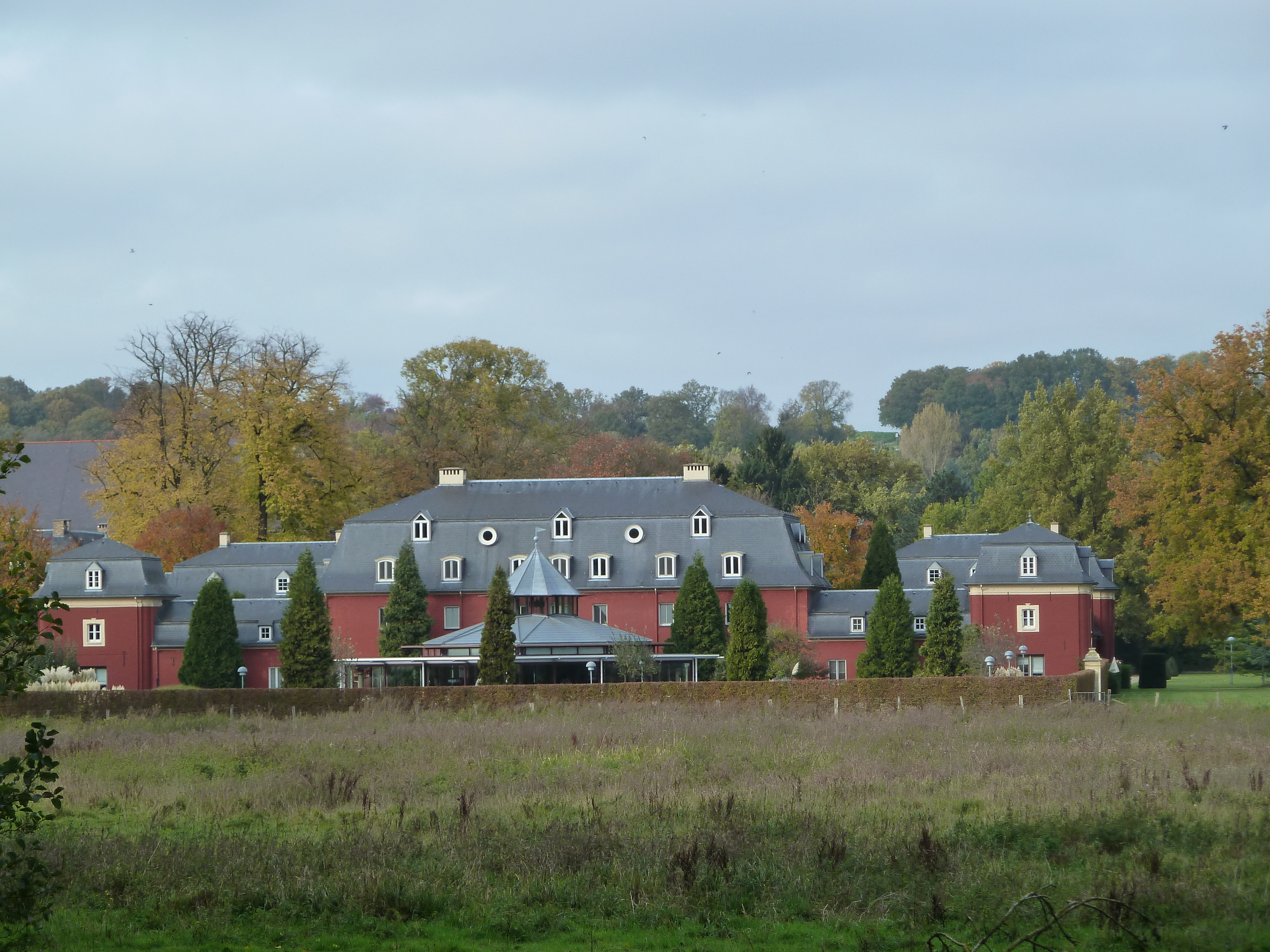
Vanaf de Geul